# Prcek (seriál)
Prcek (původní název El Chapo) je americký televizní seriál z koprodukce televizí Netflix a Univision, pojednávající o životě narkobarona Joaquína Guzmána, přezdívaného „El Chapo“. Seriál měl na premiéru 23. dubna 2017 na španělskojazyčné americké televizní stanici Univision, následně byl celosvětově zveřejněn na Netflixu. Hlavní postavu ztvárnil mexický herec Marco de la O.
Seriál líčí kariéru Joaquína Guzmána od roku 1985, kdy byl řadovým členem Guadalajarského kartelu, jeho vzestup k moci jako hlavy kartelu Sinaloa, až po jeho pád v roce 2016.
Druhá sezóna měla premiéru 17. září 2017 a třetí sezóna 9. července 2018.

## Obsazení

### Hlavní role
- Marco de la O  jako Joaquín „El Chapo“ Guzmán
- Humberto Busto jako Conrado Higuera Sol „Don Sol“ (fiktivní osoba podle Genara García Luny)
- Alejandro Aguilar jako Toño
- Rodrigo Abed jako Amado Carrillo Fuentes (alias „El Señor de los Cielos“)
- Luis Fernando Peña jako Armando „Rayo“ López
- Juan Carlos Oliva jako Hector Luis Palma Salazar (alias „El Güero Palma“)
- Antonio de la Vega jako Arturno Bernal Leyda (fiktivní postava dle Arturo Beltrán Leyva)
- Rolf Petersen jako Ramón Avendaño (fiktivní postava podle Ramóna Arellano Félixe)
- Carlos Hernán Romo jako Benjamín Avendaño (fiktivní postava podle Benjamína Arellano Félixe)
- Héctor Holten jako prezident Carlos Salinas de Gortari
- Diego Vásquez jako Ismael Zambada García (alias „El Mayo“ a/nebo „Don Ismael“)
- Teté Espinoza jako Chío
- Luis Rábago jako generál Blanco
- Dolores Heredia jako novinářka Gabriela Saavedra

### Vedlejší role
- Ricardo Lorenzana jako Miguel Ángel Félix Gallardo (alias „El Padrino“)
- Mauricio Mejía jako Pablo Escobar
- Biassini Segura jako „El Lobito“ Avendaño
- Valentina Acosta jako Alejandra (Alejandrina María Salazar Hernández)
- Juliette Pardau jako Graciela (Griselda López Pérez)
- Abril Schreiber jako Guadalupe
- Hugo Gómez jako právník Federico Livas
- Joseph Fusezzy jako Charles Pilliod (velvyslanec USA)
- David Ojalvo jako John C. Lawn (DEA)
- Camilo Amores jako Arturo Guzmán Loera (alias „El Pollo“)
- Irán Castillo jako Vanessa Espinoza
- Marcela Mar jako Berta
- Moisés Arizmendi jako Presidente 66